# 野原海水浴場

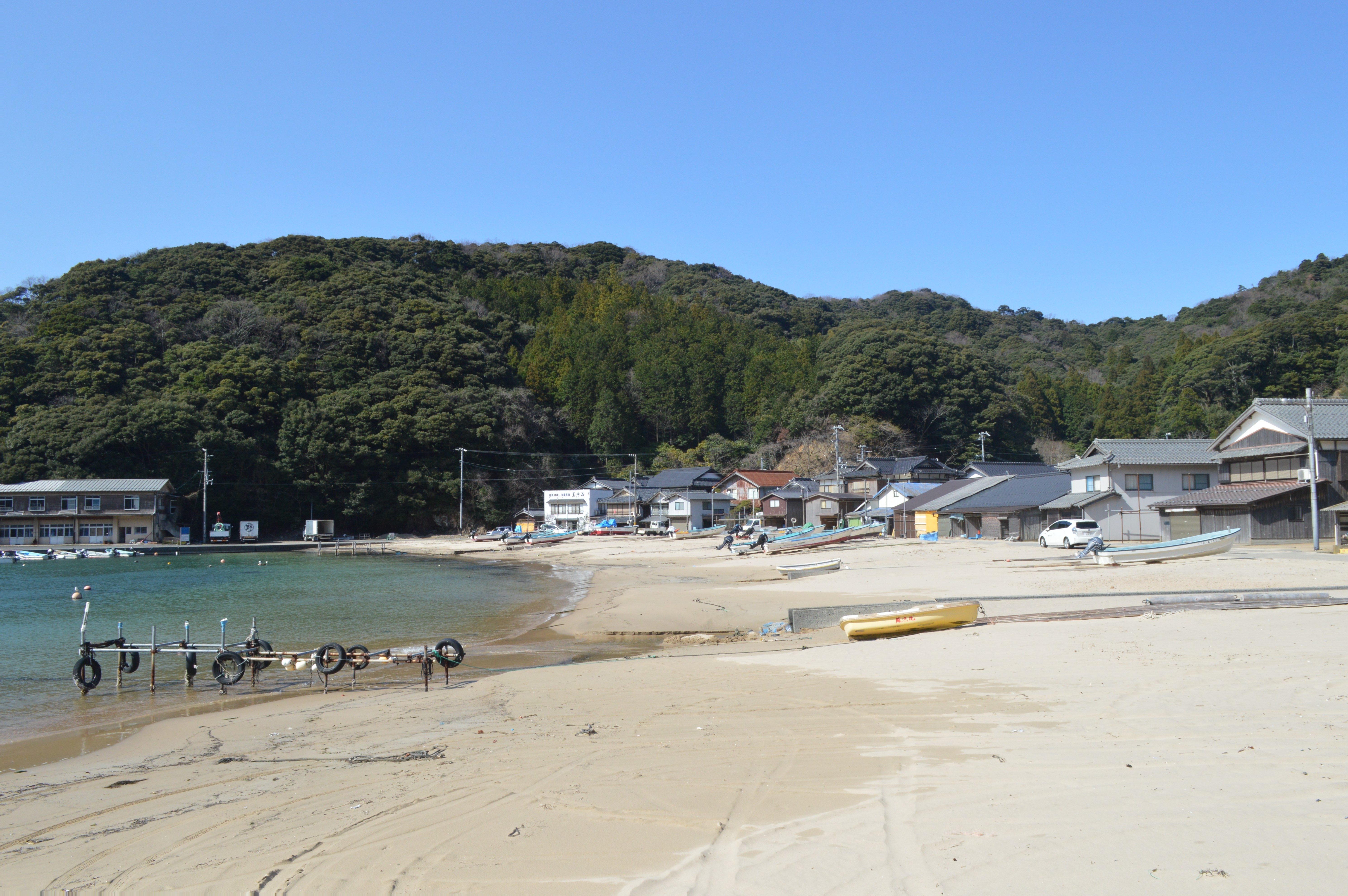
野原海水浴場

野原海水浴場（のはらかいすいよくじょう）は、京都府舞鶴市野原にあり日本海に面している海水浴場。

## 特徴

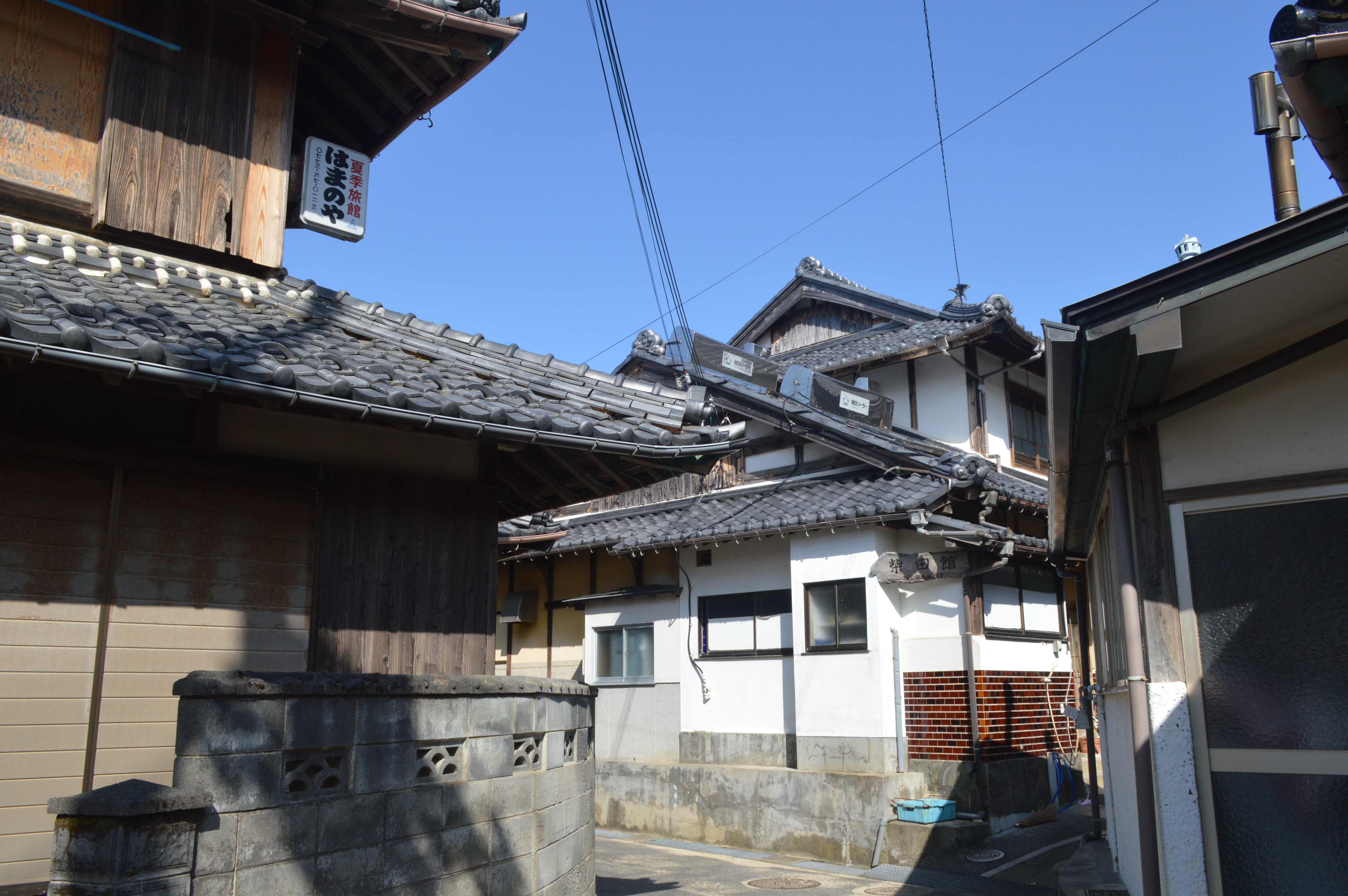
野原の民宿街

大浦半島の北西岸にある遠浅の白浜であり、波が穏やかで泳ぎやすいとされる。一帯は若狭湾国定公園に指定されている。海開きは毎年7月上旬である。駐車場・トイレ・公共シャワーを有する。南西約3キロメートルには竜宮浜海水浴場がある。

## 現地情報
所在地
- 625-0155 京都府舞鶴市野原

アクセス
- JR舞鶴線・小浜線東舞鶴駅から京都交通バスで43分（1日3往復、全便日祝日運休）。
- 舞鶴若狭自動車道舞鶴東インターチェンジから大浦半島方面。